# Diospyros nanay
Diospyros nanay är en tvåhjärtbladig växtart som beskrevs av B. Walln. Diospyros nanay ingår i släktet Diospyros och familjen Ebenaceae. Inga underarter finns listade i Catalogue of Life.